# Portret księżnej Osuny jako Damy Orderu Królowej Marii Ludwiki

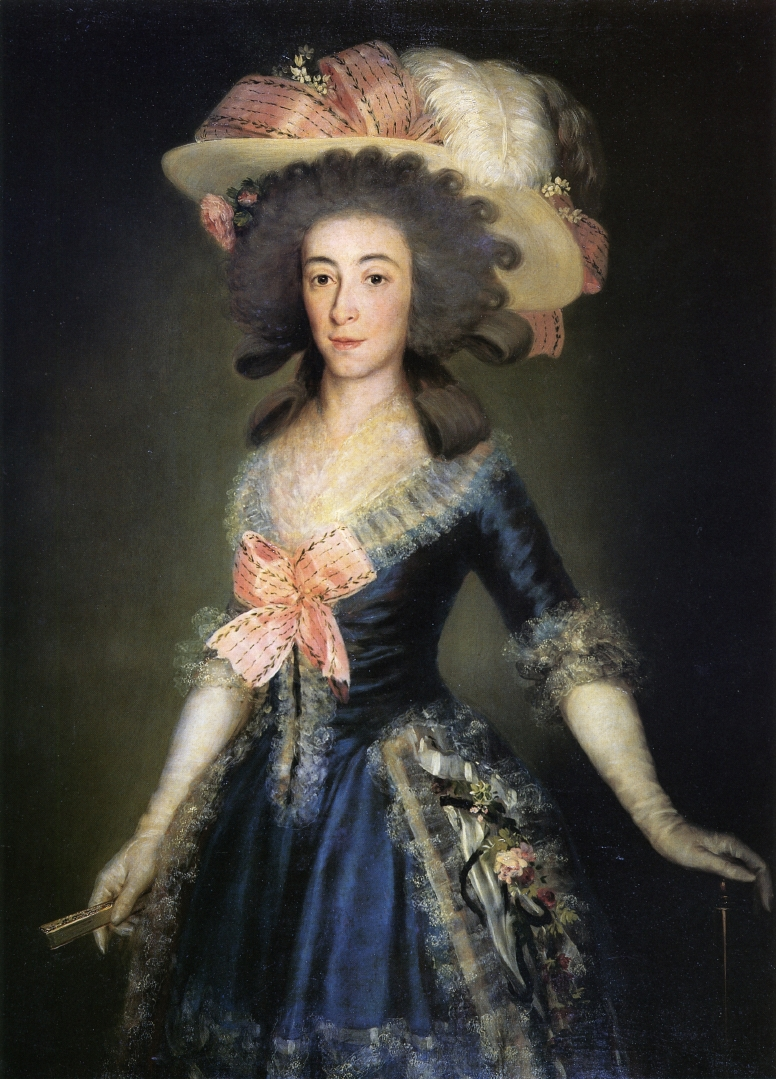
Portret księżnej Benavente, Francisco Goya, 1785

Portret księżnej Osuny jako Damy Orderu Królowej Marii Ludwiki (hiszp. La duquesa de Osuna como Dama de la Orden de Damas Nobles de la Reina María Luisa) – obraz olejny z 1797 roku namalowany przez Agustína Estevego. Należy do prywatnej kolekcji hrabiów de Bornos.

## Księżna Osuny
María Josefa de la Soledad Alonso Pimentel y Téllez Girón (1752–1834) była zamożną arystokratką pochodzącą z najstarszych hiszpańskich rodów, nosiła liczne tytuły, w tym książęce i hrabiowskie. Wyróżniała się inteligencją i postępowymi poglądami; odegrała ważną rolę w hiszpańskim społeczeństwie epoki, inicjując liczne akcje charytatywne i społeczne. Działała w Radzie Pań (Junta de Damas), założonej przy Madryckim Towarzystwie Ekonomicznym Przyjaciół Kraju. W 1792 została uhonorowana Orderem Królowej Marii Ludwiki jako jedna z pierwszych dam, które otrzymały to wyróżnienie. W czasie wojny wyzwoleńczej, toczonej przeciwko Francuzom, przeniosła się ze stolicy do Kadyksu, aby nie wspierać reżimu. Zmarła w Madrycie 5 października 1834, w wieku 82 lat.
Razem z mężem, księciem Osuny, należeli do czołowych przedstawicieli hiszpańskiego oświecenia. Wspólnie organizowali wieczory dyskusyjne, na które zapraszano wybitnych ilustrados. Wspierali kulturę, stworzyli pokaźną bibliotekę zawierającą pozycje zakazane przez inkwizycję. Roztaczali mecenat nad naukowcami i artystami epoki, do których należeli m.in. Leandro Fernández de Moratín, Agustín Esteve i Francisco Goya.

## Okoliczności powstania
W ostatniej ćwierci XVIII wieku Esteve był jednym z najbardziej wziętych malarzy portrecistów wśród dworskiej arystokracji, popularnością ustępował jedynie Goi. Wśród jego mecenasów szczególną rolę odegrali księżna i książę Osuny. W latach 1797–1800 Esteve sportretował ich pięcioro dzieci: Josefę Manuelę, Joaquinę, Manuelę Isidrę, Francisca i Pedra. Nie wiadomo jednak, kto zamówił ten kobiecy portret zbiorowy.

## Opis obrazu
Księżna Osuny została przedstawiona w towarzystwie młodej damy i małej dziewczynki, których identyfikacja nie jest pewna. Stroje noszone przez postaci wskazują na połowę lat 90. XVIII w. prawdopodobnie na okres od 1796 do 1798, kiedy hiszpańska moda na stroje i fryzury ulegała przemożnym francuskim wpływom. Najmłodsza córka księżnej, Manuela Isidra, późniejsza księżna Abrantes, urodziła się w 1794, więc to ona może być dziewczynką, której księżna podaje różę. Stojąca obok nich pulchna młoda dama nie przypomina żadnej ze starszych córek księżnej, które Esteve sportretował w tym samym okresie. Podobnie jak księżna nosi wstęgę Orderu Królowej Marii Ludwiki. Wśród dam wyróżnionych tym orderem w okresie od 1792 do 1797 tylko jedna była w zbliżonym do sportretowanej wieku – María Fernanda Fitz-James Stuart y Stolberg-Gedern, księżna de Aliaga. Miała córkę urodzoną w 1775, dlatego możliwe, że to jej dziecko, a nie księżnej, zostało przedstawione na obrazie.
Esteve sięga do klasycznego przedstawienia trzech epok życia: księżna Osuny jako dojrzała kobieta, młoda dama w kwiecie wieku i rozpoczynająca życie dziewczynka, symbolizująca przyszłość. Esteve użył niemal wyłącznie odcieni bieli zmieniających się pod wpływem światła padającego na przezroczystą gazę sukni. Wśród bieli wyróżniają się czerwone pasy, element ówczesnej mody.

## Proweniencja
Portret nie figuruje w szczegółowych inwentarzach kolekcji książąt Osuny. Obecnie znajduje się w kolekcji hrabiów de Bornos w Madrycie.